# Jerry Cronin

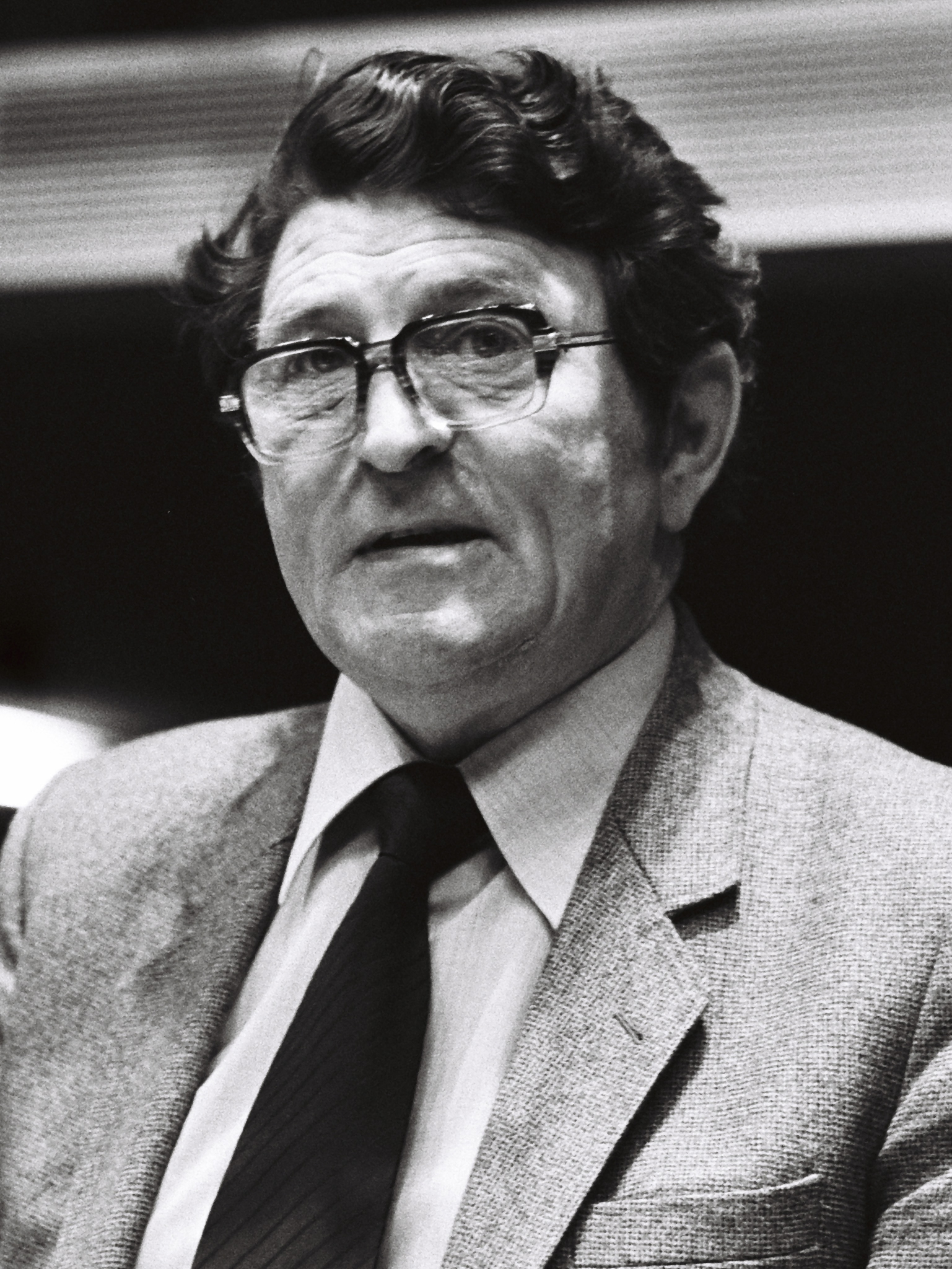
Jerry Cronin (1980)

Jeremiah „Jerry“ Cronin (irisch Diarmaid Ó Cróinín, * 15. September 1925 in Currabeha, Fermoy, County Cork; † 19. Oktober 1990) war ein irischer Politiker und saß von 1965 bis 1981 im Dáil Éireann, dem Unterhaus des irischen Parlaments.
Cronin wurde bei den Wahlen 1965 im Wahlkreis Cork North-East für die Fianna Fáil in den 18. Dáil Éireann gewählt. In den Jahren 1969, 1973 sowie 1977 wurde er jeweils wiedergewählt. Während des 19. Dáil war er von 1969 bis zum 9. Mai 1970 parlamentarischer Sekretär des Ministers für Landwirtschaft und Fischerei und hatte dann schließlich selbst vom 9. Mai 1970 bis zum 14. März 1973 als Verteidigungsminister einen Ministerposten inne. Bei den Wahlen zum 22. Dáil im Jahr 1981 trat Cronin nicht mehr an. Von 1979 bis 1984 war er Mitglied des Europäischen Parlaments.